# Steel Ball Run
 (avril 2020).
Si vous disposez d'ouvrages ou d'articles de référence ou si vous connaissez des sites web de qualité traitant du thème abordé ici, merci de compléter l'article en donnant les références utiles à sa vérifiabilité et en les liant à la section « Notes et références ».
Steel Ball Run (スティール・ボール・ラン) est la septième partie du manga JoJo's Bizarre Adventure écrit et dessiné par Hirohiko Araki. Débutée dans le Weekly Shōnen Jump en 2004, cette partie a subi un changement de direction éditoriale. Elle a donc été transférée dans le magazine Ultra Jump. C'est lors de ce changement de publication qu'elle a acquis officiellement le sous-titre de septième partie, ses liens avec la série mère étant au départ assez ténus. Cette partie s'est achevée en 2011, et a été compilée dans les tomes 81 à 104. La version française est éditée par Tonkam (devenu ensuite Delcourt/Tonkam) depuis janvier 2013.
Une adaptation en anime est en production.

## Synopsis
23 septembre 1890, le Steel Ball Run est le nom d'une course de chevaux qui a lieu, aux États-Unis, de San Diego à New York, ce qui représente plus de 6 400 km à parcourir pour nos cavaliers. Mais la récompense s'avère à la hauteur : 50 000 000 $. Les participants viennent de tous les horizons : Angleterre, Égypte, Mongolie... et ont tous leurs propre motivation : jeune jockey en quête de gloire, fils d'esclave noir voulant racheter la ferme, ou jeune Indien qui veut récupérer sa terre face à l'envahisseur blanc... Mais Jayro Zeppeli semble y être pour des raisons bien plus mystérieuses et armé d'étranges sphères d'acier, il promet d'être un adversaire coriace. Sa seule présence arrivera à redonner goût à la vie au jeune handicapé Johnny Joestar. Impressionné par ce personnage hors du commun, il trouvera la force de sortir de son fauteuil roulant et franchira ainsi son premier pas vers sa vie d'adulte.

## Personnages

### Personnages principaux
Johnny Joestar (ジョニィ・ジョースター, Jonyi Jōsutā)
- Nom du cheval : Slow Dancer
- Nom du Stand : Tusk (Act 1,2,3,4) (Un hommage à Star Platinum de Stardust Crusaders, Diamond Is Unbreakable et Stone Ocean)

Il est le protagoniste de l'histoire, avec Jayro Zeppeli. Johnny naît à Danville dans le Kentucky et vécut dans une famille d'éleveurs de chevaux. Son frère aîné Nicholas était un prodigieux jockey mais une mauvaise chute lors d'une course le tua sur le coup. Son père ne se remit jamais de sa mort et refusa de reconnaître les valeurs de son cadet. Jojo s'enfuit de la maison familiale pour partir à la conquête de la gloire.  Après avoir gagné de nombreux prix, la célébrité lui monta à la tête. Pour impressionner une fille, il coupa une file pour une représentation de chant. Le premier spectateur qui avait attendu toute la nuit ne supporta pas qu'on lui passe devant et lui tira dessus. Cet accident le rendit paraplégique. Il participe à la Steel Ball Run afin d'en savoir plus sur Jayro et de connaître la technique de la Rotation (Un hommage à les arts martiaux Onde de Phantom Blood et Battle Tendency).  Au stade 1, son Stand, Tusk, est une sorte de petit lutin à grosse tête avec des tentacules en guise de jambes. Grâce à lui, Johnny peut tirer avec ses ongles comme s'il s'agissait de balles de pistolet. Lorsque Johnny apprend le secret du rectangle d'or, Tusk évolue dans un version robotique et lui permet de tirer des ongles qui suivent leur cible. Contrairement au stade 1, Jojo ne peut plus tirer indéfiniment ces ongles et doit attendre un certain temps avant de tirer de nouveau. Au stade 3, Tusk gagne une forme vaguement humanoïde et permet à Jojo de se dissimuler et déplacer des parties de son corps dans une rotation en mouvement. Enfin, au stade 4, Tusk peut traverser les dimensions et bloquer ad vitam, n'importe qui dans une rotation parfaite.
Un hommage à Jonathan Joestar de Phantom Blood.
Jayro Zeppeli (ジャイロ・ツェペリ, Jairo Tseperi, aussi orthographié Gyro Zeppeli)
- Nom du cheval : Valkyrie
- Nom Du Stand : Ball Breaker

Il est le deutéragoniste de l'histoire. Son vrai nom dont il a honte est Julius Caesar Zeppeli. Il est originaire du royaume de Néapolis, en Italie où il exerce le métier de bourreau, hérité de son père. Il participe à la Steel Ball Run afin de faire libérer un garçon, Marco, qui doit être exécuté par Jayro lui-même et à tort. Il est armé de deux boules en fer qu'il peut faire tourner très vite grâce à la Rotation, pour en faire des armes redoutables. Lorsqu'il récupère l'un des yeux du Saint, il acquiert la capacité de scanner son environnement et de voir des choses cachées. En exécutant la rotation parfaite à l'aide de son cheval, il peut contrer les pouvoirs de Valentine en traversant les dimensions.
Un hommage à Will A. Zeppeli (de Phantom Blood) et Caesar Anthonio Zeppeli (de Battle Tendency).
Lucy Steel (ルーシー・スティール, Rūshī Sutīru)
- Nom du Stand : Ticket to Ride

Âgée de 14 ans, elle est la femme de Stephen Steel. Lorsqu'elle était enfant, Lucy rencontra Stephen, simple clochard et l'encouragea. Devenu une adolescente, son père la vendit à la mafia pour éponger ses dettes. Stephen la retrouva et se fit passer pour son mari pour lui éviter la prostitution. Il ne s'agit que d'un mariage de façade, Stephen lui promit qu'elle pourrait épouser qui elle souhaite lorsqu'elle se sentira prête. Même s'ils ne sont pas amant, l'adolescente et son mari noue une relation fraternelle et se soutiennent mutuellement. Bien qu'elle n'ait aucune habileté pour le combat, elle aide Jayro et Johnny pendant la course pour comprendre les secrets derrière la course. Elle tombera enceinte comme la Vierge en touchant le cadavre reconstitué.
Jésus-Christ
Bien qu'il ne s'agisse pas d'un personnage présent physiquement, il est l'enjeu du récit. Après avoir été crucifié, le Christ ressuscite sous les yeux de Joseph d'Arimatie et lui explique qu'il part à l'est sans plus de précision. Il dessine une carte sommaire de l'Amérique que son père recopie et entreprend son voyage. Le Christ traverse l'Océan Pacifique et s'installe avec les Indiens. Plus tard, il disparait et les morceaux de son corps sont éparpillés à travers tout le pays. Lorsque quelqu'un entre en contact avec l'une des reliques, son pouvoir s'améliore (Jayro obtient la capacité de scanner son environnement, Dio, de se changer en dinosaure). Le Christ peut se manifester en accomplissant des miracles comme en sera témoin Blackmore (l'assassin sera téléporté à 6 km) et servir de guide (il donnera des indications à Jojo pour lutter contre Axel Ro). Hirohiko Araki a pu s'inspirer des doctrines des Mormons pour développer son intrigue. Selon les croyances de l’Église des Saints des Derniers Jours, une tribu venue d'Israël s'installa en 600 av. J.-C. aux États-Unis, puis le Christ se rendit en Amérique après sa résurrection.

### Autres personnages participant à la Steel Ball Run
Mountain Tim (マウンテン・ティム, Maunten Timu)
- Nom du cheval : Ghost Rider in the Sky
- Nom du Stand : Oh! Lonesome Me

Cow-boy de légende et favori de la course. Dans sa jeunesse, il est tombé accidentellement dans la Paume du Diable, un endroit qui se déplace aléatoirement et qui a été créé après une terrible tragédie arrivée au Saint. Il développa ainsi son Stand Oh! Lonesome Me : grâce à son lasso, il peut déplacer à sa guise des parties de son corps sur toute la longueur. Il se joint temporairement aux héros afin d'enquêter sur une série de meurtres perpétrés par la famille Bom Boom. Il fut contraint d'abandonner la course car il a été grièvement blessé par Oyecomova. Il est ensuite tué par Blackmore dans la ville de Kansas City qui est aussi la ville où se terminera la quatrième étape.
Urmd Abdul (ウルムド・アブドゥル, Urumudo Abuduru)
Participant égyptien, il chevauche un chameau à la place d'un cheval. Il perd au tout début de la course (1 000 mètres depuis la plage de San Diego), alors qu'il était présenté comme un favori.
Un hommage à Mohammed Abdul de Stardust Crusaders.
Dot Han (ドット・ハーン, Dotto Hān)
- Nom du cheval : #1

Participant mongol, descendant du fameux empereur Gengis Khan son classement dans la course s'améliore au fil des chapitres.
Pocoloco (ポコロコ, Pokoroko)
- Nom du cheval : Hey! Ya!
- Nom du Stand : Hey! Ya!

Participant américain venu de l'État de Géorgie. Avant de concourir à la Steel Ball Run, il rencontra une mystérieuse voyante qui lui prédit que sa chance allait tourner dans les deux prochains mois, ce qui l'a conforté dans son choix de participer à la course. Cela coïncide avec le développement de son Stand, qui guide Pocoloco à faire les meilleurs choix. Il gagne la course à la fin.
Baron Roocatugo (ロッカチュゴ男爵, Rokkachugo Danshaku)
Participant allemand, il conduit une voiture au lieu d'un cheval. Il perd au tout début de la course.
Hot Pants (ホット・パンツ, Hotto Pantsu)
- Nom du cheval : Gets Up
- Nom du Stand : Cream Starter

Participante américaine. Dans sa jeunesse, Hot Pants partit dans les montagnes avec son petit frère mais furent attaqués par un ours. Réfugiés dans un trou, l'adolescente survit en donnant son petit frère à manger à l'ursidé. Elle devint bonne sœur pour expier son péché. Elle s'inscrit à la course pour récupérer le cadavre et espère ainsi, se laver de son crime passé. Son Stand prend la forme d'un spray capable de transformer la chair d'autres personnes en une substance mousseuse. Il peut être utilisé pour se défendre en empêchant l'ennemi d'attaquer correctement, ou bien pour cicatriser les plaies grâce à la substance mousseuse du spray. En prime, elle peut faire prendre l'apparence de quelqu'un via un masque qu'elle lui applique. Elle meurt en tombant d'un wagon de train après avoir été grièvement blessée.
Un hommage à Lisa Lisa de Battle Tendency.
Gaucho (ガウチョ)
- Nom du cheval : Peg

Participant espagnol, il est tué alors qu'il est piégé par Ringo Roadagain.
Norisuke Higashikata (ノリスケ・ヒガシカタ)
- Nom du cheval : Flamme

Participant japonais, il possède deux nombrils.

### Antagonistes
Diego "Dio" Brando (ディエゴ・ブランドー, Diego Burandō)
- Nom du cheval : Silver Bullet
- Nom du Stand : Scary Monsters (Un hommage aux Vampires du Masque de Pierre (de Phantom Blood et Battle Tendency)) → The World

Participant anglais, il est d'abord présenté comme un rival de Jayro et Johnny.  Dio nait en Angleterre dans une famille pauvre. Son père et sa mère décident de l'enterrer vivant mais une pluie torrentielle s'abat et transforme l'endroit en torrent. Poussé par son instinct maternel, sa mère se jette dans la rivière pour sauver le bébé et est recueillie par un garçon de ferme. 5 ans plus tard, Dio a bien grandi. Après que sa mère ait refusé les avances du garçon qui les a trouvés, ce dernier décide de leur rendre la vie impossible. Mystérieusement, leurs timbales sont retrouvées percées et le garçon refuse de leur donner à manger excepté par ce moyen. La mère de Dio se sacrifie pour son enfant en prenant la nourriture dans ses mains et meurt 1 an plus tard des suites du tétanos. Devenu un jeune homme, Dio décide de gravir l'échelle sociale et d'écraser quiconque se mettra sur sa route.    Après avoir été soumis au Stand du professeur Ferdinand, il acquiert l'œil gauche du Saint ainsi que son Stand Scary Monster (devenant Scary Monsters). Ce dernier lui permet de se transformer en dinosaure à volonté ainsi que d'autres personnes en dinosaures ou les dissimuler via homochromie. Même sans son stand, Dio est un redoutable cavalier prêt à tout pour accomplir sa réussite sociale et n'hésite à employer n'importe quel moyen pour parvenir à ses fins. En cela, il est assez semblable à son homologue de Phantom Blood et Stardust Crusaders. Il est dit au début du manga qu'il épousa une riche veuve qui mourût quelques mois plus tard dans un "accident". Lors de la quatrième étape, il est humilié par Jayro et jure de se venger par n'importe quel moyen. Dans la dernière étape de la course, le Président Valentine ramène un Dio d'une dimension parallèle. Ce dernier possède un stand baptisé The World capable d'arrêter le temps pendant 6 secondes. Il utilise des couteaux et prononce l'onomatopée "Muda Muda" (inutile, inutile en japonais) comme son homologue dans Stardust Crusaders.
Funny Valentine (ファニー・ヴァレンタイン, Fanī Varentain)
- Nom du Stand : D4C

Il s'agit de l'antagoniste principal de la partie et du 23e Président des États-Unis (dans Steel Ball Run). Lorsqu'il était enfant, son père fut fait prisonnier pendant la guerre mais refusa de révéler quoi que ce soit. Depuis ce jour, Valentine en garde un profond respect et le patriotisme est sa raison de vivre. Lorsqu'il s'engagea dans l'armée, il faillit mourir dans le désert et fut sauvé en découvrant la première relique, le cœur du Christ. Il décida donc de collecter tous les morceaux du Saint afin de faire prospérer sa nation, et ce quel qu'en soit le prix. Son dos est couvert de cicatrices qui ressemblent au drapeau des États-Unis. Son Stand Dirty Deeds Done Dirt Cheap (Sales Coups Faits Pour Trois Fois Rien) ou D4C ressemble à un humanoïde bleu avec deux cornes sur le crâne. En s'insérant entre deux éléments (objets, gouttes de pluies, sol...), Valentine voyage à travers des dimensions parallèles avec de légères différences. La dimension de SBR est la principale et le cadavre du Christ n'existe que dans celle-ci (dans une autre, les personnages cherchent un diamant). Ainsi, lorsque Valentine est blessé, D4C est récupéré par un autre Valentine qui acquiert les souvenirs de son prédécesseur. Le Président peut également amener ses doubles d'autres univers pour lui prêter main-forte. Excepté lui, si deux éléments d'univers différents entrent en contact, ils se désintègrent mutuellement. En plus d'être doué au combat, son stand récupère une autre capacité en touchant le corps de Lucy. Valentine se trouve dans une dimension de lumière où aucune attaque ne peut le blesser car elle est systématiquement déviée. Il est tué par Johnny grâce à la rotation parfaite.

#### Assassins
Sandman (砂男（サンドマン）, Sandoman)
- Nom du Stand : In a Silent Way (Un hommage à Echoes de Diamond Is Unbreakable et Golden Wind)

Natif américain, il participe à la Steel Ball Run pour racheter les terres de sa tribu, volées par les hommes blancs. Il apprit à parler anglais en lisant mais son peuple a faillit le tuer pour avoir utilisé de tels objets. Il est l'unique candidat à faire la course à pied grâce à ses capacités athlétiques hors du commun. Lors de la 6e étape, Jayro et Jojo découvrent qu'il est un assassin à la solde du Président. Son Stand, In a Silent Way, est une sorte de squelette avec des plumes autour du crâne. Il lui permet de matérialiser le son sous forme de monstres-onomatopées ou d'objets. Par exemple, si Sandman (de son vrai nom Soundman) touche une ruche, le bourdonnement des abeilles prendra la forme d'un monstre "Bzzz". Si quelqu'un entre en contact avec ce bruit, il ressentira la piqure d'un essaim. Il fera équipe avec Dio, mais se fera finalement tuer par Jayro et Johnny.
Mrs. Robinson (ミセス・ロビンスン, Misesu Robinsun)
- Nom du cheval : El Condor Pasa

Participant mexicain, il contrôle des insectes qu'il loge dans l'un de ses yeux. Il attaque Jayro afin de l'éliminer de la course, mais sera facilement battu.
Un hommage à Doobie l'étrange de Phantom Blood.
Benjamin Bom Boom (ベンジャミン・ブンブーン, Benjamin Bunbūn)
Nom des chevaux : Crosstown Traffic
Nom du Stand : Tomb of the Boom 1 (Un hommage à Khnum et Bastet de Stardust Crusaders)
André Bom Boom (アンドレ・ブンブーン, Andore Bunbūn)
Nom des chevaux : Foxy Lady
Nom du Stand : Tomb of the Boom 2 (Un hommage à Khnum et Bastet de Stardust Crusaders)
L.A. Bom Boom (L.A.ブンブーン, Eru Ē Bunbūn)
Nom des chevaux : Little Wing
Nom du Stand : Tomb of the Boom 3 (Un hommage à Khnum et Bastet de Stardust Crusaders)
La famille Bom Boom est une famille d'assassins engagés pour tuer Jayro et Johnny afin de les empêcher de gagner la Steel Ball Run. Tout comme Mountain Tim, chacun des Bom Boom sont passés à travers la Paume du Diable et partage ainsi le Stand Tomb of the Boom qui permet de contrôler le fer dans le sang.
Oyecomova (オエコモバ, Oekomoba)
- Nom du cheval : inconnu
- Nom du Stand : Boku no Rhythm wo Kiitekure

Un terroriste et expert en explosifs du royaume de Naples, en Italie. Il rejoint la Steel Ball Run afin de pouvoir tuer Jayro qu'il considère comme étant la seule personne qui puisse l'empêcher de tuer le roi de Naples. Dans la Paume du Diable, il trouve également son Stand qui lui permet de transformer tout ce qu'il touche en bombe à retardement.
Fritz von Stroheim (フリッツ・フォン・シュトロハイム, Furittsu Fon Shutorohaimu)
- Nom du cheval : Europa Express

Un terroriste allemand transformé en cyborg envoyé afin de tuer Jayro.
Un hommage à Rudol von Stroheim de Battle Tendency.
Pork Pie Hat Boy (ポーク・パイ・ハット小僧, Pōku Pai Hatto Kozō)
- Nom du Stand : Wired

Envoyé par Funny Valentine, il intervient pendant la deuxième étape pour tuer Jayro et Johnny afin de leur dérober le bras gauche du Saint. Son Stand prend la forme d'un moulinet assez puissant dont il plonge le crochet dans un plat rempli d'eau afin d'attraper sa proie en passant par une autre dimension. Il peut également utiliser des animaux ou objets comme appâts pour ses hameçons.
Professeur Ferdinand (フェルディナンド博士, Ferudinando-hakase)
- Nom du Stand : Scary Monsters (Un hommage à les Vampires du le Masque de Pierre (de Phantom Blood et Battle Tendency))

Géologue et paléontologue, il a fait des recherches sur la Paume du Diable où il a pu obtenir son Stand. Ce dernier lui permet d'infecter des personnes par le biais d'un virus afin de les transformer en dinosaures qui sont sous son emprise. Il est entièrement dévoué au Président Valentine. Il est dévoré par des pumas.
Ringo Roadagain (リンゴォ・ロードアゲイン, Ringō Rōdoagein)
- Nom du Stand : Mandam (Un hommage à Bites the Dust de Diamond Is Unbreakable)

Il s'agit d'un tireur d'élite vivant dans un verger. Lorsqu'il était enfant, le père de Ringo fut appelé pour la guerre mais déserta et mourût en prison. Sa mère et ses deux sœurs trouvèrent refuge dans une cabane. Le petit garçon avait une peau extrêmement sensible et restait au lit à cause de sa santé fragile. Une nuit, un déserteur s'introduit chez eux et tua sa famille. Le prenant pour une fille, le soldat tenta de le violer mais Ringo le tua avec son pistolet. Depuis ce jour, Ringo est persuadé qu'un combat loyal libère n'importe qui de ces angoisses. Si quelqu'un entre dans son verger, le seul moyen d'en sortir est de le tuer lors d'un duel. Son Stand prend l'apparence d'une boule avec des tentacules qui se fixent sur différentes parties de son corps. Lorsque Ringo actionne sa montre, le temps remonte d'exactement 6 secondes.
Blackmore (ブラックモア, Burakkmoa)
- Nom du Stand : Catch the Rainbow

Il est envoyé par le président Valentine pour tuer Lucy Steel, ainsi que pour prendre les morceaux du corps du Saint que possèdent Jayro et Johnny. Son Stand se déclenche lorsque la pluie se met à tomber. Son pouvoir lui permet de marcher dessus, de la manipuler, de l'arrêter et de se déplacer à travers. Il peut également téléporter certaines parties de son corps grâce à elle. Lorsqu'il utilise ses capacités, Blackmore porte un masque avec 3 rayures et une ombrelle. En plus de son Stand, Blackmore est un redoutable investigateur. En quelques minutes, il réussit à remonter la piste de Mountain Tim et Lucy via son esprit de déduction. Il réussira à prendre possession des morceaux du corps du Saint, mais aura malgré-lui une vision de celui-ci, permettant à Lucy, Jayro et Johnny de le tuer.
Les onze hommes (11人の男たち, Jūichi-nin no Otoko-tachi)
- Nom du Stand : Tattoo You!

Groupe de onze assassins envoyés par le Président Valentine pour tuer Jayro et Johnny dans un bar. Ils partagent tous le même Stand sous la forme d'un tatouage dans le dos. Ils peuvent ainsi fusionner en un seul corps ou émerger de celui-ci. Tous meurent sauf un à qui Jojo donne les dernières parties du Saint pour se libérer de la malédiction du mystérieux arbre.
Mike O (マイク・オー, Maiku Ō)
- Nom du stand : Tubular Bells

Il est également, envoyé par Valentine pour tuer Lucy Steel. Son stand lui permet de créer un ballon qu'il fait gonfler en soufflant dans des clous, qui prennent vie afin de traquer une cible et d'éclater créant une multitude de projectiles. Ils reprennent ensuite leur forme de clou. Il tente de tuer Hot Pants  et Lucy mais meurt avant d'avoir pu accomplir sa mission. Ces chiens-ballons ressemble à ceux de l'artiste américains Jeff Koons.
Magent Magent
- Nom du stand : 20th Century Boy (Un hommage à Yellow Temperance de Stardust Crusaders)

Il porte un habit et un chapeau haut de forme de couleur, tous deux noirs. Il travaille en duo avec Wekapipo. Lorsqu'il croise ses bras ou touche le sol, son Stand, qui ressemble à une carapace, le rend invincible. En contrepartie, il doit rester immobile. Par un stratagème, Wekapipo le fait couler dans une rivière et Magent n'a d'autre choix que d'utiliser 20th Century Boy. La rivière étant trop profonde pour qu'il puisse remonter sans se noyer, Magent est condamné à rester au fond.
Un hommage à Cars (de Battle Tendency) et Hol Horse (de Stardust Crusaders).
Wekapipo
- Nom du stand : Wrecking Ball

Il s'agit d'un compatriote de Jayro, membre de la garde royale. Il arrangea un mariage à sa sœur avec un noble du Royaume mais comprit qu'il la maltraitait. Wekapipo le provoqua en duel pour que le divorce puisse être prononcé mais fut banni malgré sa victoire. En échange de la mort de Jayro et Johnny, le Président lui promet la citoyenneté américaine et un poste de haut-rang. Il se rangera finalement du côté des deux cavaliers en apprenant que sa sœur est toujours en vie sous la protection du père de Jayro. Wrecking Ball fonctionne de la même manière que les boules de Jayro à l'exception qu'elles possèdent des micro-billes baptisées "Satellite". Lorsque quelqu'un entre en contact avec elles, elles suppriment le côté gauche de la victime qui croit avoir été coupées en 2. Les boules de Wekapipo ont été conçues pour le combat et empêchent Jayro d'utiliser correctement le rectangle d'or.
Un hommage à Dire de Phantom Blood.
Axel Ro
- Nom du stand : Civil War (Un hommage à The Lock de Diamond Is Unbreakable)

Axel Ro est un ancien soldat qui combattit pendant la Guerre de Sécession. En 1863, alors qu'il faisait le guet dans un arbre, un régiment s'approcha de la ville qu'il était censé défendre. Par peur d'être tué s'il allumait la lampe pour prévenir sa garnison, Axel continua de boire comme si de rien n'était. La ville fut rasée et l'ex-soldat vit dès lors, avec le poids des nombreux morts qu'il a causés. Civil War, son Stand fait ressurgir les regrets de manière physique de quiconque entre dans son périmètre. Que cela soit des objets, des crimes, des animaux, des paroles, le poids devient de plus en plus important et la victime meurt dans une sorte de tissu transparent.Jojo tue Axel pour s'en débarrasser mais le Stand est proche d'une malédiction : si quelqu'un tue Axel, tous les regrets de l'ex-soldat lui sont transférés et Axel ressuscite, libéré de ses péchés. Les seules manières de s'en débarrasser sont de s'arroser d'eau claire, sortir du champ d'action de Civil War ou de tuer le manieur en état de légitime défense.
D-I-S-C-O
- Nom du stand : Chocolate Disco

Dernier assassin que le Président envoie. La personnalité de D-I-S-C-O est mystérieuse et son seul objectif est d'accomplir sa mission. Son stand prend la forme d'une tablette accrochée à son bras avec des lettres sur l'axe verticale et des chiffres sur l'axe horizontale. Un damier se matérialise ensuite à ses pieds et Disco peut déplacer ce qui entre à l'intérieur où il le souhaite en entrant une position. Jayro le bat facilement.

### Autres personnages ne participant pas à la course
Steven Steel (スティーブン・スティール, Sutībun Sutīru)
Organisateur de la Steel Ball Run et le mari (bien plus âgé) de Lucy. Rêveur, Steven enchaîna les réussites et les échecs mais finit dans le caniveau. C'est à ce moment qu'il rencontra Lucy, enfant, qui le poussa à organiser la course. Le lendemain, des investisseurs se présentèrent à lui pour l'aider. Reconnaissant, Steven remua ciel et terre pour la retrouver. Il conclut un accord avec son père et la libèra de la mafia en se faisant passer pour son mari. Ils organisèrent un mariage blanc juste après et Steven lui expliqua qu'elle pourrait partir quand elle le souhaiterait. Dès lors, une relation fraternelle les anime et les deux conjoints se soutiennent mutuellement.
Gregorio Zeppeli (グレゴリオ・ツェペリ, Guregorio Tseperi)
Père de Jayro, il lui enseigna les techniques des boules en fer et de la Rotation. Gregorio est un homme froid qui demande fréquemment à son fils de ne pas se mêler des affaires du Royaume et d'exécuter simplement les ordres qu'on lui donne. De son expérience, mieux vaut laisser les choses se dérouler tel quel au lieu de les influencer car les miracles peuvent arriver. Il fera exiler Wekapipo à la suite de son duel contre un noble et mettra à l'abri sa sœur pour la protéger.
Un hommage à Mario Zeppeli de Battle Tendency.
Marco (マルコ, Maruko)
Jeune garçon de Naples. Il a été arrêté et condamné à mort pour un crime qu'il n'aurait apparemment pas commis. Jayro a donc plaidé l'innocence de l'enfant et a été ordonné par le roi de Naples à participer à la Steel Ball Run : s'il gagne la course, Marco sera libéré.
Un hommage à Mark de Battle Tendency.
Nicholas (ニコラス, Nikorasu)
Grand frère de Johnny. Jockey habile, il est mort dans un curieux accident quand Johnny n'avait que cinq ans, apparemment à cause de Danny, le rat de celui-ci. Johnny essaya de suivre la même carrière que son frère, mais son père ne reconnu jamais sa valeur.
Sugar Mountain (シュガーマウンテン, Shugāmaunten)
- Nom du Stand : Sugar Mountain

Jeune fille qui s'est fait piégée par la puissance de l'arbre manieur de Stand, devenu son gardien. Le Stand de l'arbre est capable de prendre la forme d'un ressort à sa base et a des pouvoirs semblables à la fable d'Esope Le bûcheur honnête. Sugar présente deux objets aux voyageurs, l'un de piètre qualité, l'autre excellente. En cas de bonne réponse (systématiquement l'objet de mauvaise qualité), la jeune fille donne l'intégralité des objets. Comme l'apprendrons Jayro et Johnny, ces récompenses cachent un piège. Si tous les objets que Sugar a donné ne sont pas dépensés ou donnés avant la fin de la journée, les personnes se transforment en graines. La morale de l'arbre est qu'abandonner tout ses biens matériels permet d'atteindre le véritable bonheur.

## Analyse de l'œuvre
Pour les critiques, cette partie est considérée comme l'apogée de l'œuvre d'Araki, car sublimée d'un style de dessin arrivé à maturation et splendide de finesse et de détails. Les plus belles planches de la série s'enchaînent ainsi avec cette partie d'un nouveau cycle de Jojo et surtout une gestion du rythme et de l'action très efficace et maîtrisée, le récit se trouve passionnant et les rebondissements ne se trouvent pas qu'au sein des combats -toujours aussi intéressants et innovants pour la plupart mais également au sein du scénario lui-même.

## Résultats des étapes de la Steel Ball Run
Les vingt et un premier candidats à franchir la ligne d'arrivée d'une étape marquent des points fixes au classement général (100 à 1). Le gagnant de chaque étape remporte également 10 000 $.
| Étape                                         | Trajet                                           | Distance totale | Vainqueur                               | Temps         | Nombre de participants | Abandons | Morts |
| --------------------------------------------- | ------------------------------------------------ | --------------- | --------------------------------------- | ------------- | ---------------------- | -------- | ----- |
| ① 15 000 mètres                               | San Diego Beach, Église Santa Maria Novela       | 15 km           | Jayro Zeppeli (pénalisé) Sandman        | 18 minutes    | 3852                   | 79       | 3     |
| ② La traversée du désert d'Arizona            | Monument Valley                                  | 1 200 km        | Diego Brando                            | 12-18 jours   | 3770                   | 1219     | 82    |
| ③ Rocky Mountain Breakdown                    | Cannon City                                      | 710 km          | Hot Pants                               | 7 jours       | 2469                   | 551      | 0     |
| ④ La toute petite tombe dans la vaste prairie | Kansas City                                      | Env. 1 250 km   | Norisuke Higashikata                    | 21 jours      | 1918                   | 1476     | 1     |
| ⑤ Illinois Sky Line                           | Chicago, lac de Michigan                         | Env. 780 km     | Pocoloco                                | Env. 14 jours | 441                    | 65       | 2     |
| ⑥ Michigan Lake Line                          | Mackinaw City, lac Huron                         | Env. 690 km     | Jayro Zeppeli                           | -             | 374                    | 313      | 0     |
| ⑦ Le triangle de Philadelphie                 | Philadelphie                                     | Env. 1 300 km   | Diego Brando                            | Env. 22 jours | 61                     | 9        | 0     |
| ⑧ Both Sides Now                              | New Jersey                                       | Env. 140 km     | Sloop John B                            | 2 jours       | 52                     | 7        | 0     |
| ⑨ Manhattan Rhapsodie                         | Église de la Trinité, Manhattan                  | Env. 15 km      | Diego Brando (disqualifié) Sloop John B | 30 minutes    | 45                     | 6        | 0     |
| La Steel Ball Run dans son ensemble           | San Diego Beach, Église de la Trinité, Manhattan | Env. 6 000 km   | Diego Brando (disqualifié) Pocoloco     | 116 jours     | 3852                   | 3725     | 88    |

## Liste des chapitres
| no | Japonais         | Japonais          | Français          | Français          |
| no | Date de sortie   | ISBN              | Date de sortie    | ISBN              |
| --- | ---------------- | ----------------- | ----------------- | ----------------- |
| 1 (81) | 20 mai 2004      | 4-08-873601-X     | 23 janvier 2013   | 978-2-7595-0956-0 |
| Le 25 septembre 1890, San Diego Beach Couverture : Jayro Zeppeli Dos : Balle d'acier (arme de Jayro)Liste des chapitres : - #01 - La conférence de presse de la Steel Ball Run - #02 - Jayro Zeppeli - #03 - Johnny Joestar - #04 - Le 25/09/1890 Trois heures avant le départ - #05 - 1re étape 15 000 mètres |                  |                   |                   |                   |
| 2 (82) | 20 mai 2004      | 4-08-873613-3     | 20 mars 2013      | 978-2-7595-0957-7 |
| 1re étape - 15 000 mètres Couverture : Johnny Joestar, Slow Dancer, Jayro Zeppeli, Valkyrie, Diego "Dio" Brando, Silver Bullet, Pocoloco et Hey! Ya! Dos : Jayro ZeppeliListe des chapitres : - #06 - La rivière asséchée ; Diego Brando - #07 - Pocoloco et Sandman - #08 - À travers les taillis - #09 - Une longue, longue descente - #10 - Le sprint final : 2 000 mètres avant l'arrivée - #11 - Le sprint final : 1 000 mètres avant l'arrivée - Appendice ~ Les circonstances ayant mené à la création de la course Steel Ball Run ~ |                  |                   |                   |                   |
| 3 (83) | 4 novembre 2004  | 4-08-873673-7     | 15 mai 2013       | 978-2-7595-0958-4 |
| 2e étape - Le désert d'Arizona Couverture : Johnny Joestar, Slow Dancer, Jayro Zeppeli et Mountain Tim Dos : Johnny JoestarListe des chapitres : - #12 - Disqualifié de la 1re étape - #13 - Une affaire pour Mountain Tim - #14 - La route la plus courte à travers le désert d'Arizona - #15–17 - Des hors-la-loi nés dans le désert (①–③) |                  |                   |                   |                   |
| 4 (84) | 4 novembre 2004  | 4-08-873689-3     | 3 juillet 2013    | 978-2-7595-0959-1 |
| Le destin de Jayro Zeppeli Couverture : Johnny Joestar et Jayro Zeppeli Dos : Mountain TimListe des chapitres : - #18–19 - Dans la paume du diable (①–②) - #20–21 - Le destin de Jayro Zeppeli (①–②) - #22–23 - Le terroriste venu d'un pays lointain (①–②) |                  |                   |                   |                   |
| 5 (85) | 4 août 2005      | 4-08-873845-4     | 4 septembre 2013  | 978-2-7595-0960-7 |
| Conspiration présidentielle Couverture : Johnny Joestar, Jayro Zeppeli et Balle d'acier (arme de Jayro) Dos : Tusk (Act 1) et Silver BulletListe des chapitres : - #24 - Interlude - #25–27 - Tusk (①–③) |                  |                   |                   |                   |
| 6 (86) | 4 novembre 2005  | 4-08-873890-X     | 13 novembre 2013  | 978-2-7595-0961-4 |
| Scary Monsters Couverture : Johnny Joestar, Jayro Zeppeli, Valkyrie et Balle d'acier (arme de Jayro) Dos : Diego "Dio" Brando et Silver BulletListe des chapitres : - #28–30 - Scary Monsters (①–③) |                  |                   |                   |                   |
| 7 (87) | 3 mars 2006      | 4-08-874117-X     | 12 février 2014   | 978-2-7560-5686-9 |
| La toute petite tombe dans la vaste prairie Couverture : Johnny Joestar, Jayro Zeppeli, Diego "Dio" Brando et Hot Pants Dos : SandmanListe des chapitres : - #31 - Scary Monsters (④) - #32 - Arrivée de la troisième étape, Canon City - #33 - Un monde d'hommes (①) |                  |                   |                   |                   |
| 8 (88) | 2 mai 2006       | 4-08-874119-6     | 24 avril 2014     | 978-2-7560-5687-6 |
| Un monde d'hommes Couverture : Johnny Joestar, Jayro Zeppeli et Hot Pants Dos : Ringo RoadagainListe des chapitres : - #34–35 - Un monde d'hommes (②–③) - #36 - Le tombeau vert (①) |                  |                   |                   |                   |
| 9 (89) | 4 septembre 2006 | 4-08-874147-1     | 25 juin 2014      | 978-2-7560-5688-3 |
| Par une nuit de tempête Couverture : Johnny Joestar, Slow Dancer et Jayro Zeppeli Dos : Lucy SteelListe des chapitres : - #37 - Le tombeau vert (②) - #38–39 - Catch The Rainbow (nuit de tempête...) (①–②) |                  |                   |                   |                   |
| 10 (90) | 2 novembre 2006  | 4-08-874285-0     | 27 août 2014      | 978-2-7560-5689-0 |
| Illinois Sky Line - Michigan Lake Line Couverture : Johnny Joestar, Tusk (Act 1) et In a Silent Way Dos : In a Silent WayListe des chapitres : - #40–42 - Silent Way (①–③) |                  |                   |                   |                   |
| 11 (91) | 2 mars 2007      | 978-4-08-874336-3 | 1er octobre 2014  | 978-2-7560-5690-6 |
| Forme le rectangle d'or ! Couverture : Jayro Zeppeli Dos : Norisuke HigashikataListe des chapitres : - #43–44 - Silent Way (④–⑤) - #45 - Sugar Mountain - La terre promise (①) |                  |                   |                   |                   |
| 12 (92) | 2 mai 2007       | 978-4-08-874362-2 | 3 décembre 2014   | 978-2-7560-5691-3 |
| Conditions pour un cadavre, conditions pour l'amitié Couverture : Johnny Joestar, Jayro Zeppeli et Lucy Steel Dos : Hot Pants et Les onze hommesListe des chapitres : - #46–47 - Sugar Mountain - La terre promise (②–③) - #48 - Tubular Bells (①) |                  |                   |                   |                   |
| 13 (93) | 4 septembre 2007 | 978-4-08-874420-9 | 14 janvier 2015   | 978-2-7560-5692-0 |
| Les sphères satellites Couverture : Johnny Joestar, Slow Dancer, Jayro Zeppeli, Lucy Steel, Funny Valentine, Scarlett Valentine et Tubular Bells Dos : Les onze hommes et Scarlett ValentineListe des chapitres : - #49–50 - Tubular Bells (②–③) - #51 - Wrecking Ball - Les sphères satellites (①) |                  |                   |                   |                   |
| 14 (94) | 4 décembre 2007  | 978-4-08-874438-4 | 11 mars 2015      | 978-2-7560-5693-7 |
| Les prérequis du vainqueur Couverture : Johnny Joestar, Jayro Zeppeli, Mike O et Magent Magent Dos : Mike O et WekapipoListe des chapitres : - #52–54 - Wrecking Ball - Les sphères satellites (②–④) - #55 - Les prérequis du vainqueur |                  |                   |                   |                   |
| 15 (95) | 2 mai 2008       | 978-4-08-874518-3 | 6 mai 2015        | 978-2-7560-5694-4 |
| Le rêve de Gettysburg Couverture : Johnny Joestar, Jayro Zeppeli, Valkyrie et Hot Pants Dos : Magent MagentListe des chapitres : - #56–58 - Guerre civile (①–③) - #59 - Le rêve de Gettysburg |                  |                   |                   |                   |
| 16 (96) | 4 septembre 2008 | 978-4-08-874574-9 | 1er juillet 2015  | 978-2-7560-5695-1 |
| Sales coups pour trois fois rien Couverture : Johnny Joestar, Slow Dancer, Jayro Zeppeli, Valkyrie et Funny Valentine Dos : Funny ValentineListe des chapitres : - #60–61 - Both Sides Now (①–②) - #62 - Sales coups pour trois fois rien - #63 - Sept jours par une semaine |                  |                   |                   |                   |
| 17 (97) | 4 mars 2009      | 978-4-08-874648-7 | 23 septembre 2015 | 978-2-7560-5696-8 |
| D4C (Dirty Deeds Done Dirt Cheap) Couverture : Johnny Joestar, Jayro Zeppeli, Balle d'acier (arme de Jayro), Diego "Dio" Brando, Lucy Steel, Wekapipo, Funny Valentine et D4C Dos : Funny Valentine et D-I-S-C-OListe des chapitres : - #64–65 - Chocolate Disco (①–②) - #66–68 - D4C (①–③) |                  |                   |                   |                   |
| 18 (98) | 3 juillet 2009   | 978-4-08-874725-5 | 25 novembre 2015  | 978-2-7560-5697-5 |
| Ticket to Ride - Billet lacrimal Couverture : Jayro Zeppeli Dos : D4CListe des chapitres : - #69–70 - D4C (④–⑤) - #71–72 - Ticket to Ride - Billet lacrimal (①–②) |                  |                   |                   |                   |
| 19 (99) | 4 novembre 2009  | 978-4-08-874769-9 | 6 janvier 2016    | 978-2-7560-5698-2 |
| Ça ne me rend pas plus riche Couverture : Johnny Joestar et Tusk (Act 2) Dos : D4C et Johnny JoestarListe des chapitres : - #73–76 - D4C (⑥–⑨) |                  |                   |                   |                   |
| 20 (100) | 9 mars 2010      | 978-4-08-870060-1 | 23 mars 2016      | 978-2-7560-5699-9 |
| Love Train - L'unification des mondes Couverture : Lucy Steel et Funny Valentine Dos : Jayro ZeppeliListe des chapitres : - #77–80 - D4C - Love Train (⑩–⑬) |                  |                   |                   |                   |
| 21 (101) | 2 juillet 2010   | 978-4-08-870099-1 | 25 mai 2016       | 978-2-7560-5700-2 |
| Ball Breaker Couverture : Jayro Zeppeli Dos : Ball BreakerListe des chapitres : - #81–82 - D4C - Love Train (⑭–⑮) - #83–84 - Ball Breaker (①–②) |                  |                   |                   |                   |
| 22 (102) | 4 novembre 2010  | 978-4-08-870160-8 | 6 juillet 2016    | 978-2-7560-5701-9 |
| Break my heart, break your heart Couverture : Johnny Joestar, Tusk (Act 4), Jayro Zeppeli, Ball Breaker et Lucy Steel Dos : Tusk (Act 4)Liste des chapitres : - #85–87 - Ball Breaker (③–⑤) - #88 - Break my heart, break your heart (①) |                  |                   |                   |                   |
| 23 (103) | 19 mai 2011      | 978-4-08-870206-3 | 7 septembre 2016  | 978-2-7560-5702-6 |
| High Voltage Couverture : Johnny Joestar, Jayro Zeppeli et Valkyrie Dos : Balle d'acier (arme de Jayro) et Diego "Dio" BrandoListe des chapitres : - #89 - Break my heart, break your heart (②) - #90–91 - High Voltage (①–②) |                  |                   |                   |                   |
| 24 (104) | 3 juin 2011      | 978-4-08-870253-7 | 5 octobre 2016    | 978-2-7560-5703-3 |
| Le drapeau de l'Amérique, que ces étoiles brillent pour l'éternité Couverture : Johnny Joestar, Jayro Zeppeli, Diego "Dio" Brando, Lucy Steel, Steven Steel et Funny Valentine Dos : The WorldListe des chapitres : - #92–93 - High Voltage (③–④) - #94 - Le drapeau de l'Amérique, que ces étoiles brillent pour l'éternité - #95 - Le drapeau de l'Amérique, que ces étoiles brillent pour l'éternité - Outro |                  |                   |                   |                   |

## Anime
Une adaptation en anime est annoncée en avril 2025.

### Shueisha BOOKS
1. 1 2  Tome 1
2. 1 2  Tome 2
3. 1 2  Tome 3
4. 1 2  Tome 4
5. 1 2  Tome 5
6. 1 2  Tome 6
7. 1 2  Tome 7
8. 1 2  Tome 8
9. 1 2  Tome 9
10. 1 2  Tome 10
11. 1 2  Tome 11
12. 1 2  Tome 12
13. 1 2  Tome 13
14. 1 2  Tome 14
15. 1 2  Tome 15
16. 1 2  Tome 16
17. 1 2  Tome 17
18. 1 2  Tome 18
19. 1 2  Tome 19
20. 1 2  Tome 20
21. 1 2  Tome 21
22. 1 2  Tome 22
23. 1 2  Tome 23
24. 1 2  Tome 24

### Éditions Tonkam
1. 1 2  Tome 1
2. 1 2  Tome 2
3. 1 2  Tome 3
4. 1 2  Tome 4
5. 1 2  Tome 5
6. 1 2  Tome 6
7. 1 2  Tome 7
8. 1 2  Tome 8
9. 1 2  Tome 9
10. 1 2  Tome 10
11. 1 2  Tome 11
12. 1 2  Tome 12
13. 1 2  Tome 13
14. 1 2  Tome 14
15. 1 2  Tome 15
16. 1 2  Tome 16
17. 1 2  Tome 17
18. 1 2  Tome 18
19. 1 2  Tome 19
20. 1 2  Tome 20
21. 1 2  Tome 21
22. 1 2  Tome 22
23. 1 2  Tome 23
24. 1 2  Tome 24